# Любовни приключения
„Любовни приключения“ (на английски: Playing by Heart) е американски филм, комедийна драма, от 1998 година, в който се разказва историята на няколко несвързани персонажа. Включен е във 49-ият международен филмов фестивал в Берлин. Във филма участват Джилиън Андерсън, Елън Бърстин, Шон Конъри, Антъни Едуардс, Анджелина Джоли, Джей Мор, Райън Филипи, Денис Куейд, Джина Роуландс, Джон Стюарт и Маделин Стоу.

## В България
В България филмът е пуснат на VHS и DVD от Съни Филмс през 2004 г.
На 8 декември 2018 г. е излъчен по БНТ 1 с български дублаж. Екипът се състои от:
Войсоувър дублаж
| Обработка           | Продуцентско направление „Чужди програми“                                                    |
| ------------------- | -------------------------------------------------------------------------------------------- |
| Преводач            | Цветелина Николова                                                                           |
| Редактор            | Елисавета Каменова                                                                           |
| Тонрежисьор         | Мая Зарчева                                                                                  |
| Режисьор на дублажа | Елена Русалиева                                                                              |
| Озвучаващи артисти  | Христина Ибришимова Татяна Захова Гергана Стоянова Васил Бинев Симеон Владов Мартин Герасков |